# Елізабет Костова
Елізабет Костова (англ. Elizabeth Kostova; нар. 24 грудня 1964, Нью-Лондон, штат Коннектикут, США) — американська письменниця, журналіст.
Найвідоміша книга письменниці — роман «Історик».

## Біографія
Елізабет Костова народилася і зросла в США, але зі Східною Європою, де розгортаються головні події роману «Історик», її багато що пов'язує
Можливо, все почалося в той день, коли батько Елізабет, вчений-гуманитарій, відрядився в ці країни разом з сім'єю. Подорож відкрила для дівчини цілий світ — розкішних пам'ятників архітектури, старовинних сказань, екзотичних звичаїв… Ці враження залишились з нею на все життя, а з ними — оповіді батька, якими він розважав її в дорозі. В їх центрі був граф Влад III Дракула, кровожерливий вампір з легенд, і водночас — цілком реальна історична постать. У 15 столітті слава Влада Цепеша, правителя Трансільванії та Валахії, лунала на всю Європу. Але не тільки і не стільки завдяки фантастичній жорстокості, з якою він змагався за владу і знищував бунтівників, а ще й завдяки визначним успіхам у боротьбі з могутньою Османською імперією. Небагато хто насмілювався тоді чинити відкритий опір османам. Найбільші держави Європи програвали їм битву за битвою, а крихітна Валахія на чолі з Владом стримувала османський натиск кілька десятиріч! Елізабет цей факт здавався історичною загадкою, не менш цікавою, ніж «вампірська» репутація Дракули. А ще вона дізналася, що вчені досі сперечаються, як саме загинув Влад Цепеш, де насправді знаходиться його могила, і що трапилося с його прахом.
Проте, для Елізабет, як і для героїв її книжки, Дракула довгий час залишався чимось на кшталт хобі — захопливого, манливого, чарівного… Вона вивчала історію та культуру Англії в Єльському університеті, здобула ступінь бакалавра.
1989 року доля подарувала їй нову казкову подорож, цього разу до Болгарії, і нову «фатальну» зустріч — з майбутнім чоловіком, комп'ютерним інженером Георгієм Костовим. Вони одружилися 1990 року, і Балкани назавжди стали її другою батьківщиною.
А 1994 року, коли Елізабет згадувала цю першу поїздку з батьком, її раптом осяяло: дівчинка мандрує по дивовижним городам і похмурим замкам разом з батьком-істориком, який розповідає їй страшні й захопливі перекази про графа Дракулу. Це ж може стати прекрасною зав'язкою для роману!
Автора подібної книжки уявляєш собі за працею у тихому напівтемному кабінеті, в оточенні старовинних, закапаних воском фоліантами, пожовклими пергаментами і картами. Насправді, розповідає Елізабет Костова, вона «була так сильно зайнята спробами заробити собі на життя, що писала всюди, де тільки було можливо»: 20 хвилин на день, чекаючи на прийом у лікаря, в дорожніх заторах; підводилася о п'ятій ранку, щоб до того, як піти на роботу встигнути накидати кілька сторінок… Так продовжувалося 8 років.
З 2002 до 2004 року Елізабет відвідувала програму MFA (магістратуру красного письменства) Мічиганського університету, що дало їй сили й натхнення завершити свій роман.
Плід десятирічної праці був належно оцінений. Найбільше видавництво США сплатило нікому не відомому автору за перший роман 2 млн доларів — ще до виходу книжки з друку! Справді блискучий дебют! Голлівудська кінокомпанія «Sony Pictures» негайно придбала права на екранізацію «Історика». Роман, який вийшов в 30 країнах світу, перекладений майже 20 мовами, спричинив справжнє міжнародне божевілля.